# Amtsgericht Storkow

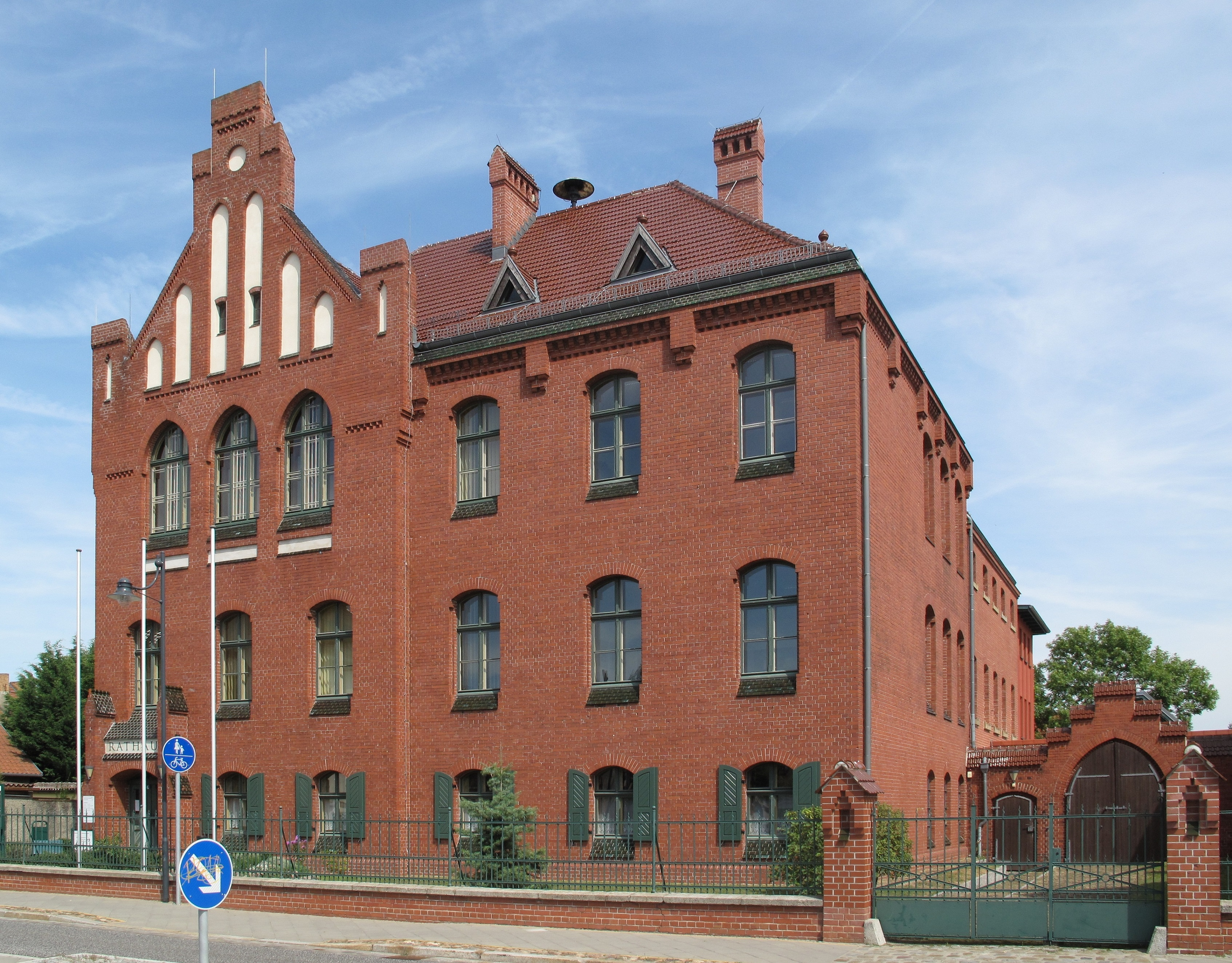
Ehem. Amtsgerichtsgebäude, heute Rathaus (2013)

Das Amtsgericht Storkow war ein preußisches Amtsgericht mit Sitz in Storkow, Provinz Brandenburg.

## Geschichte
Ab 1849 war das königliche Kreisgericht Beeskow das zuständige Gericht. In Storkow war eine Zweigstelle (Gerichtskommission) eingerichtet. Übergeordnet war das Kammergericht als Appellationsgericht. Im Rahmen der Reichsjustizgesetze wurden diese Gerichte aufgehoben und reichsweit einheitlich Oberlandes-, Land- und Amtsgerichte gebildet. Das königlich preußische Amtsgericht Storkow wurde mit Wirkung zum 1. Oktober 1879 als eines von elf Amtsgerichten im Bezirk des Landgerichtes Frankfurt (Oder) im Bezirk des Kammergerichtes gebildet. Der Sitz des Gerichtes war die Stadt Storkow. Sein Gerichtsbezirk umfasste aus dem Landkreis Beeskow-Storkow den Stadtbezirk Storkow sowie die Amtsbezirke Friedersdorf, Friedersdorfer Forst, Görsdorf, Markgrafpieske, Reichenwalde, Selchow, Spreenhagen und Storkow und der Gutsbezirk Vorwerk Steinfurth aus dem Amtsbezirk Neu-Zittau. Am Gericht bestanden 1880 zwei Richterstellen. Das Amtsgericht war damit ein mittelgroßes Amtsgericht im Landgerichtsbezirk.
Nach dem Zweiten Weltkrieg wurde das Amtsgericht Storkow dem Landgericht Cottbus zugeordnet. Zum 1. Juli 1951 wurde das Amtsgericht Storkow in eine Zweigstelle des Amtsgerichtes Fürstenwalde/Spree umgewandelt. Im Jahre 1952 wurden in der DDR die Amtsgerichte abgeschafft und stattdessen Kreisgerichte gebildet. Storkow kam zum Kreis Beeskow, zuständiges Gericht war damit das Kreisgericht Beeskow. Das Amtsgericht Storkow wurde aufgehoben und entstand auch nach dem Zusammenbruch der DDR nicht neu.

## Amtsgerichtsgebäude
Das „Neue Königliche Amtsgericht“ wurde zwischen 1896 und 1897 vom Stadtbaumeister Johannes Prömmel (1858–1941) erbaut und wurde am 6. Januar 1898 eröffnet. Es wird heute als Rathaus genutzt und steht unter Denkmalschutz.